# Doktor Who – seria 9 (2015)
Dziewiąta seria nowej wersji (chronologicznie 35.) brytyjskiego serialu science-fiction pt. Doktor Who rozpoczęła się 19 września 2015 wraz z premierą odcinka Pomocnica czarodzieja, a zakończyła się 5 grudnia 2015 odcinkiem W drodze do piekła. Serii towarzyszyły dwa odcinki świąteczne, Ostatnia gwiazdka który miał premierę 24 grudnia 2014 oraz Mężowie River Song, który miał premierę 24 grudnia 2015 roku. Producentami wykonawczymi serii byli Steven Moffat oraz Brian Minchin, a producentami serii byli Nikki Wilson, Peter Bennett oraz Derek Ritchie.
Steven Moffat napisał cztery odcinki sezonu i współtworzył kolejne dwa. Inni scenarzyści, który napisali scenariusze do odcinków, to Toby Whithouse, Jamie Mathieson, Catherine Tregenna, Peter Harness, Mark Gatiss oraz Sarah Dollard.
Jest to drugi sezon w którym w roli Doktora występuje Peter Capaldi. Do roli Clary Oswald powróciła po raz ostatni Jenna Coleman, która tuż przed rozpoczęciem emisji ogłosiła, że odchodzi z serialu. W związku z jej odejściem w odcinku świątecznym pt. Mężowie River Song Doktorowi towarzyszyła River Song, grana przez Alex Kingston.
Głównym motywem serii jest los bycia hybrydą, kombinacją dwóch różnych ras. Takimi przykładami w tym sezonie są postaci Osgood i Ashildr. Ponadto śledztwo Doktora prowadzi go w stronę odnalezienia jego rodzinnej planety, Gallifrey.

## Obsada

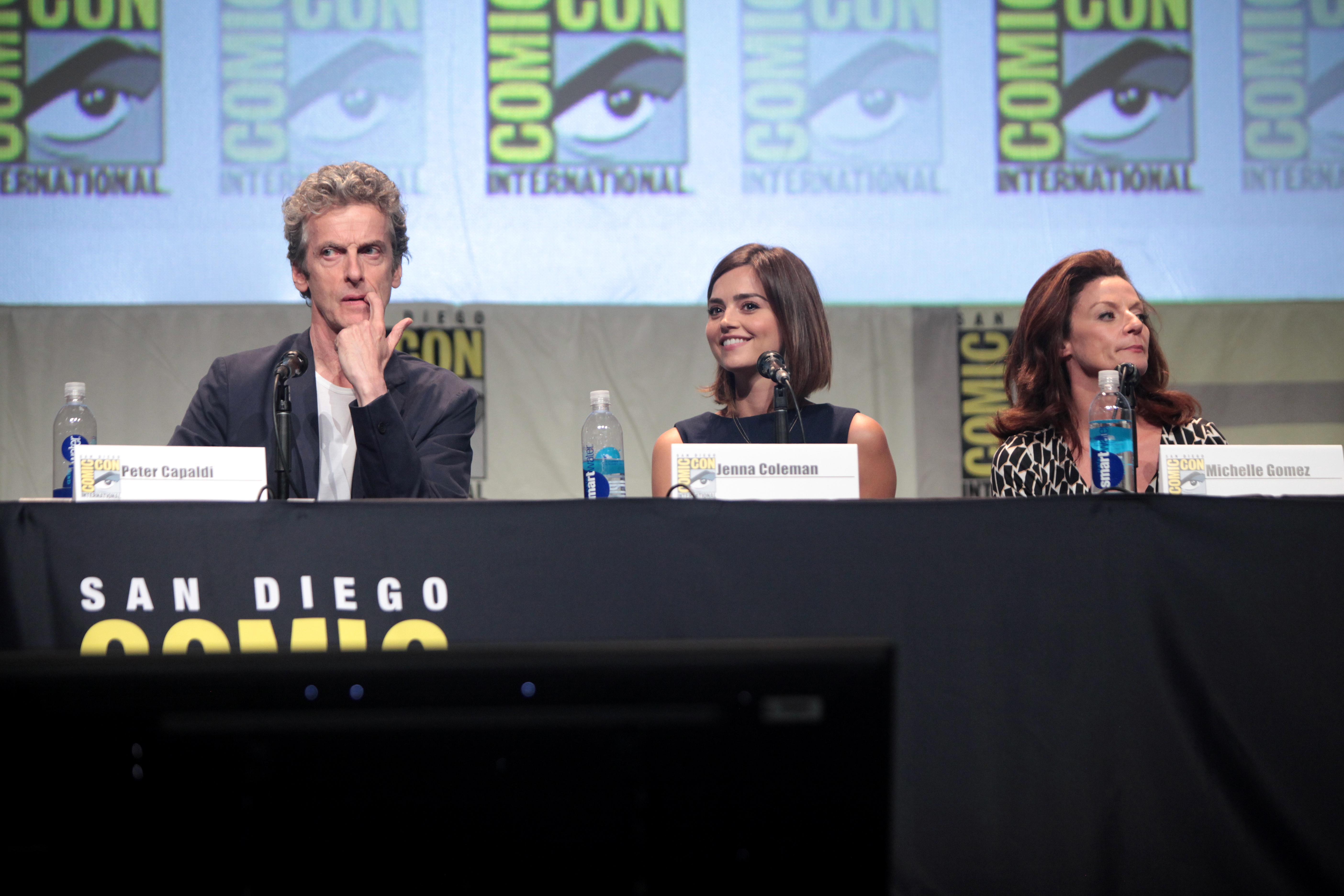
Peter Capaldi, Jenna Coleman oraz Michelle Gomez podczas panelu na San Diego Comic-Con w dniu 9 lipca 2015 roku.

### Role główne
Jest to drugi sezon w którym w roli Doktora występuje Peter Capaldi. Do roli towarzyszki Doktora, Clary Oswald, po raz ostatni powróciła Jenna Coleman, która tuż przed rozpoczęciem emisji serii 9. ogłosiła, że odchodzi z serialu. W związku z jej odejściem, w odcinku świątecznym pt. Mężowie River Song Doktorowi towarzyszyła River Song, grana przez Alex Kingston.

### Role drugoplanowe
W magazynie Doctor Who Magazine Michelle Gomez potwierdziła, że powróci do roli Missy, najnowszej inkarnacji Mistrza. W lutym 2015 roku ogłoszono, że Missy pojawi się w dwóch pierwszych odcinkach sezonu, zatytułowanych Pomocnica czarodzieja i Sługa wiedźmy.
Jemma Redgrave powraca do roli Kate Lethbridge-Stewart w czterech odcinkach tego sezonu, zatytułowanych Pomocnica czarodzieja, Sługa wiedźmy, Inwazja Zagończyków i Odwróceni Zagończycy. Ponadto w historii Inwazja Zagończyków / Odwróceni Zagończycy do roli Osgood powróciła Ingrid Oliver, pomimo śmierci postaci w poprzednim sezonie.
W czerwcu 2015 ogłoszono, że Joivan Wade powróci do serialu jako Rigsy. Postać pojawiła się wcześniej na ekranie w odcinku z 2014 roku pt. Trzeci wymiar.
W historii Pomocnica czarodzieja/ Sługa wiedźmy pojawia się Julian Bleach w roli Davrosa. Aktor pojawił się wcześniej w tej roli w historii z 2008 roku pt. Skradziona Ziemia / Koniec podróży, natomiast sama postać pojawiała się w serialu od historii Genesis of the Daleks z 1975 roku. Dodatkowo, w obu odcinkach pojawia się młodsza wersja Davrosa, którą zagrał Joey Price.
30 marca 2015 roku ogłoszono, że do obsady serii dołączy Maisie Williams, która wcieli się w nową postać – Ashildr (później określaną także jako „Me”). Postać ta pojawiła się w czterech odcinkach: Dziewczyna, która umarła, Kobieta, która żyła, Oko w oko z krukiem oraz W drodze do piekła.
W nienazwanym prequelu z września 2015, a także w pierwszym i ostatnim odcinku sezonu pojawia się postać Ohili, arcykapłanki ze Zgromadzenia Sióstr z Karn, którą gra Clare Higgins. Wcześniej postać ta pojawiła się w mini-odcinki z 2013 roku pt. The Night of the Doctor, natomiast motyw Zgromadzenia Sióstr z Karn istnieje w serialu od historii The Brain of Morbius z 1976 roku.

### Role gościnne
W styczniu 2015 roku ogłoszono, że aktor Paul Kaye pojawi się w odcinkach tego sezonu jako Prentis (odcinki 3. i 4.). Inni aktorzy obsadzeni w odcinkach 3. i 4. to: Arsher Ali, Morven Christie, Neil Fingleton, Colin McFarlane i Steven Robertson.
W lutym 2015 roku ogłoszono, że w pierwszym odcinku pojawiają się m.in. Kelly Hunter oraz Jaye Griffiths. Hunter pojawiła się wcześniej w odcinku Skradziona Ziemia. Inni aktorzy, którzy wystąpili w pierwszym odcinku serialu to: India Ria Amarteifio, Dasharn Anderson, Harki Bhambra, Daniel Hoffmann-Gill, Aaron Neil, Demi Papaminas oraz Jami Reid-Quarrell.
30 marca 2015 roku ogłoszono, że do obsady tej serii serialu dołączyli m.in. Rufus Hound (jako Sam Swift, odcinek 6.), Tom Stourton (jako Lofty, odcinek 5.), Ariyon Bakare (jako Leandro, odcinek 6.), Simon Lipkin (jako Nollarr, odcinek 5.), Ian Conningham (jako Chuckles, odcinek 5.), Murray McArthur (jako Hasten, odcinek 5.), Barnaby Kay (jako Heidi, odcinek 5.), John Voce (jako pan Fanshaw, odcinek 6.) oraz Struan Rodger (jako Clayton, odcinek 6.). 17 kwietnia 2015 pojawia się informacja, że aktor David Schofield został obsadzony w roli boga wikingów, Odyna.
4 czerwca 2015 roku ogłoszono, że Rebecca Front, która występowała razem z Capaldim w serialu The Thick of It, pojawi się w odcinku Inwazja Zagończyków, natomiast dzień później ogłoszono, że aktorzy: Reece Shearsmith, Elaine Tan, Neet Mohan, Bethany Black oraz Paul Courtenay Hyu pojawią się gościnnie w odcinku Nie zaznasz snu.
28 sierpnia 2015 roku ogłoszono także, że w postać Króla Rybaka, władcy kosmitów pojawiającego się w odcinku Przed powodzią, wcieli się Neil Fingleton, najwyższy człowiek Wielkiej Brytanii, a głosu użyczy mu aktor Peter Serafinowicz. Dodatkowo, krzyk króla Rybaka podłoży Corey Taylor, główny wokalista zespołu Slipknot.

## Odcinki
Serię po raz pierwszy od szóstego sezonu w 2011 roku otwiera dwuodcinkowa historia. Po raz pierwszy od przywrócenia serialu na ekrany w 2005 roku seria w połowie składa się z wieloczęściowych historii. Odcinki trwają 50 minut, chyba że podano inaczej.
| N/o | #   | Tytuł                                          | Tytuł polski                                                                   | Reżyseria         | Scenariusz                                          | Uwagi                         | Premiera                                 | Premiera w Polsce                 |
| --- | --- | ---------------------------------------------- | ------------------------------------------------------------------------------ | ----------------- | --------------------------------------------------- | ----------------------------- | ---------------------------------------- | --------------------------------- |
| 253 | –   | Last Christmas                                 | Ostatnia gwiazdka                                                              | Paul Wilmshurst   | Steven Moffat                                       | odcinek świąteczny (57 minut) | 25 grudnia 2014                          | 28 grudnia 2014                   |
| Doktor i Clara po tajemniczym spotkaniu ze Świętym Mikołajem, przylatują na stację polarną na biegunie północnym, gdzie wraz z grupą naukowców zostają zaatakowani przez grupę przetrzymywanych tam „chorych”. Z opresji ratuje ich Święty Mikołaj. Wkrótce potem okazuje się, że wszyscy tak naprawdę śnią. |     |                                                |                                                                                |                   |                                                     |                               |                                          |                                   |
| 254 | 1 2 | The Magician's Apprentice The Witch's Familiar | Pomocnica czarodzieja (Uczeń czarnoksiężnika) Sługa wiedźmy (Pomocnik wiedźmy) | Hettie Macdonald  | Steven Moffat                                       | 2 odcinki                     | 19 września 2015 26 września 2015        | 14 września 2016 15 września 2016 |
| Doktor próbuje uratować chłopca z pola bitwy, lecz gdy odkrywa, że chłopiec to Davros, przyszły twórca Daleków, porzuca go. W tym czasie na Ziemi Clara zostaje wezwana przez UNIT, gdy ci odkrywają, że Missy sprawia, że wszystkie samoloty zamarły w powietrzu. Missy twierdzi, że ma przy sobie ostatnią wolę Doktora i szantażując Clarę nakazuje jej wspólne poszukiwania Doktora. Odnajdują go na imprezie w Esseksie w 1138. W tym samym czasie poszukujący Doktora Sarff (istota złożona z węży) również odnajduje Doktora i przekazuje mu, że umierający Davros pragnie się z nim zobaczyć.                                                                   |     |                                                |                                                                                |                   |                                                     |                               |                                          |                                   |
| 255 | 3 4 | Under the Lake Before the Flood                | Pod jeziorem (Podjezierze) Przed powodzią                                      | Daniel O’Hara     | Toby Whithouse                                      | 2 odcinki (2. odc. 45 minut)  | 3 października 2015 10 października 2015 | 16 września 2016 19 września 2016 |
| Doktor i Clara odwiedzają podwodną bazę w 2119 roku. Oddział wojskowy odkrył tam statek kosmiczny, ale wkrótce po odkryciu lider oddziału zostaje zamordowany przez ducha obcego. Teraz duch obcego i duch martwego członka załogi poluje na resztę oddziału. Doktor i pozostali próbują schwytać owe byty, by zrozumieć czego chcą. Wkrótce okazuje się, że jedyne co wypowiadają, to powtarzające się koordynaty. |     |                                                |                                                                                |                   |                                                     |                               |                                          |                                   |
| 256 | 5   | The Girl Who Died                              | Dziewczyna, która umarła                                                       | Ed Bazalgette     | Jamie Mathieson Steven Moffat                       | 1 odcinek                     | 17 października 2015                     | 20 września 2016                  |
| Doktor i Clara zostają schwytani przez wikingów i zabrani siłą do ich wioski. Tam okazuje się, że przez młodą dziewczynę o imieniu Ashildr, wieś jest w stanie wojny z Mire, rasą obcych. Doktor i Clara starają się pomóc wieśniakom, przygotowując ich na starcie z Mire. Doktor wpada na pomysł jak wykorzystać przekonania Mire przeciwko nim, a głównym punktem jest wykorzystanie w tym planie Ashildr. Dzięki planowi Doktora udaje się pokonać Mire, ale kosztem życia Ashildr. Doktor zdaje sobie sprawę, że nie musi przestrzegać wszystkich zasad kontinuum i decyduje się na ocalenie Ashildr za pomocą technologii Mire, czyniąc ją nieśmiertelną hybrydą. |     |                                                |                                                                                |                   |                                                     |                               |                                          |                                   |
| 257 | 6   | The Woman Who Lived                            | Kobieta, która żyła (Kobieta, która przeżyła)                                  | Ed Bazalgette     | Catherine Tregenna                                  | 1 odcinek                     | 24 października 2015                     | 21 września 2016                  |
| Doktor podróżuje samotnie do Londynu w XVII wieku, gdzie ponownie spotyka Ashildr, która teraz nazywa siebie samą Me (Ja). W ciągu swego nieśmiertelnego życia straciła wiele wspomnień i izoluje się od ludzi, nie chcąc znów przeżywać straty bliskich. Prosi Doktora by ten zabrał ją z tego świata w podróż, ale on odmawia. Ma ona jednak plan B. |     |                                                |                                                                                |                   |                                                     |                               |                                          |                                   |
| 258 | 7 8 | The Zygon Invasion The Zygon Inversion         | Inwazja Zagończyków (Inwazja Zygonów) Odwróceni Zagończycy (Inwersja Zygonów)  | Daniel Nettheim   | Peter Harness odc 8.: Peter Harness i Steven Moffat | 2 odcinki                     | 31 października 2015 7 listopada 2015    | 22 września 2016 23 września 2016 |
| W wyniku inwazji Zygonów na Ziemię (odcinek Dzień Doktora) i podpisaniu z nimi odpowiednich ustaleń zezwolono 20 milionom Zygonów zamieszkać na Ziemi w przebraniu ludzi. Doktor otrzymuje od Osgood informację, że mimo porozumienia jednak dzieje się coś niedobrego. Okazuje się, że wśród zygonów jest frakcja, która nie zgadza się z warunkami rozejmu. Jako „Prezydent Ziemi” Doktor udaje się do Turmezistanu, gdzie przetrzymywana jest Osgood. |     |                                                |                                                                                |                   |                                                     |                               |                                          |                                   |
| 259 | 9   | Sleep No More                                  | Nie zaznasz snu (Nie zaśniesz już więcej)                                      | Justin Molotnikov | Mark Gatiss                                         | 1 odcinek                     | 14 listopada 2015                        | 26 września 2016                  |
| 260 | 10  | Face the Raven                                 | Oko w oko z krukiem (Twarzą w twarz z krukiem)                                 | Justin Molotnikov | Sarah Dollard                                       | 1 odcinek                     | 21 listopada 2015                        | 27 września 2016                  |
| Do Clary dzwoni dawny znajomy z odcinka Trzeci wymiar. Ma on bowiem problem – na jego szyi pojawił się zegar odliczający czas do jego zgonu. |     |                                                |                                                                                |                   |                                                     |                               |                                          |                                   |
| 261 | 11  | Heaven Sent                                    | Z nieba zesłane (Więzienie samotności)                                         | Rachel Talalay    | Steven Moffat                                       | 1 odcinek (55 minut)          | 28 listopada 2015                        | 28 września 2016                  |
| 262 | 12  | Hell Bent                                      | W drodze do piekła (Więzienie wolności)                                        | Rachel Talalay    | Steven Moffat                                       | 1 odcinek (65 minut)          | 5 grudnia 2015                           | 29 września 2016                  |
| 263 | –   | The Husbands of River Song                     | Mężowie River Song                                                             | Douglas Mackinnon | Steven Moffat                                       | odcinek świąteczny (60 minut) | 25 grudnia 2015                          | 18 grudnia 2016                   |
| Doktor odwiedza w święta ludzką kolonię na obcej planecie i przez przypadek zostaje przez swoją żonę, River Song, wzięty za zamówionego przez nią lekarza. Ma on za zadanie usunąć diament, który utkwił w głowie króla Hydroflaxa po nieudanej próbie kradzieży. |     |                                                |                                                                                |                   |                                                     |                               |                                          |                                   |

1. ↑  Tytuł polski podany za Archiwum telewizyjnym serwisu telemagazyn.pl. W nawiasach podano tytuły odcinków za platformą Netfix, jeśli inny niż pierwszy podany.
2. ↑  Odcinek Ostatnia gwiazdka wyemitowany został na kanale BBC Entertainment, zaś pozostałe odcinki na kanale BBC HD.

### Prequele
Obie wyprodukowane sceny są prequelami do odcinka Pomocnica czarodzieja. Prequel zatytułowany The Doctor's Meditation został wyemitowany wraz z dwoma finałowymi odcinkami serii ósmej w trakcie seansów kinowych, które odbyły się w kinach w Stanach Zjednoczonych i w Rosji w dniach 15-16 września 2015 oraz w Danii 26 września 2015.
| Prologue                                                                                 | Hettie MacDonald | Steven Moffat | 2 minuty   | 11 września 2015 |
| Doktor rozmawia z arcykapłanką ze Zgromadzenia Sióstr z Karn, Ohilią.                    |                  |               |            |                  |
| The Doctor's Meditation                                                                  | Ed Bazalgette    | Steven Moffat | 6,5 minuty | 15 września 2015 |
| Doktor próbuje medytować, ale nieustannie się rozprasza. Towarzystwa dotrzymuje mu Bors. |                  |               |            |                  |

## Produkcja

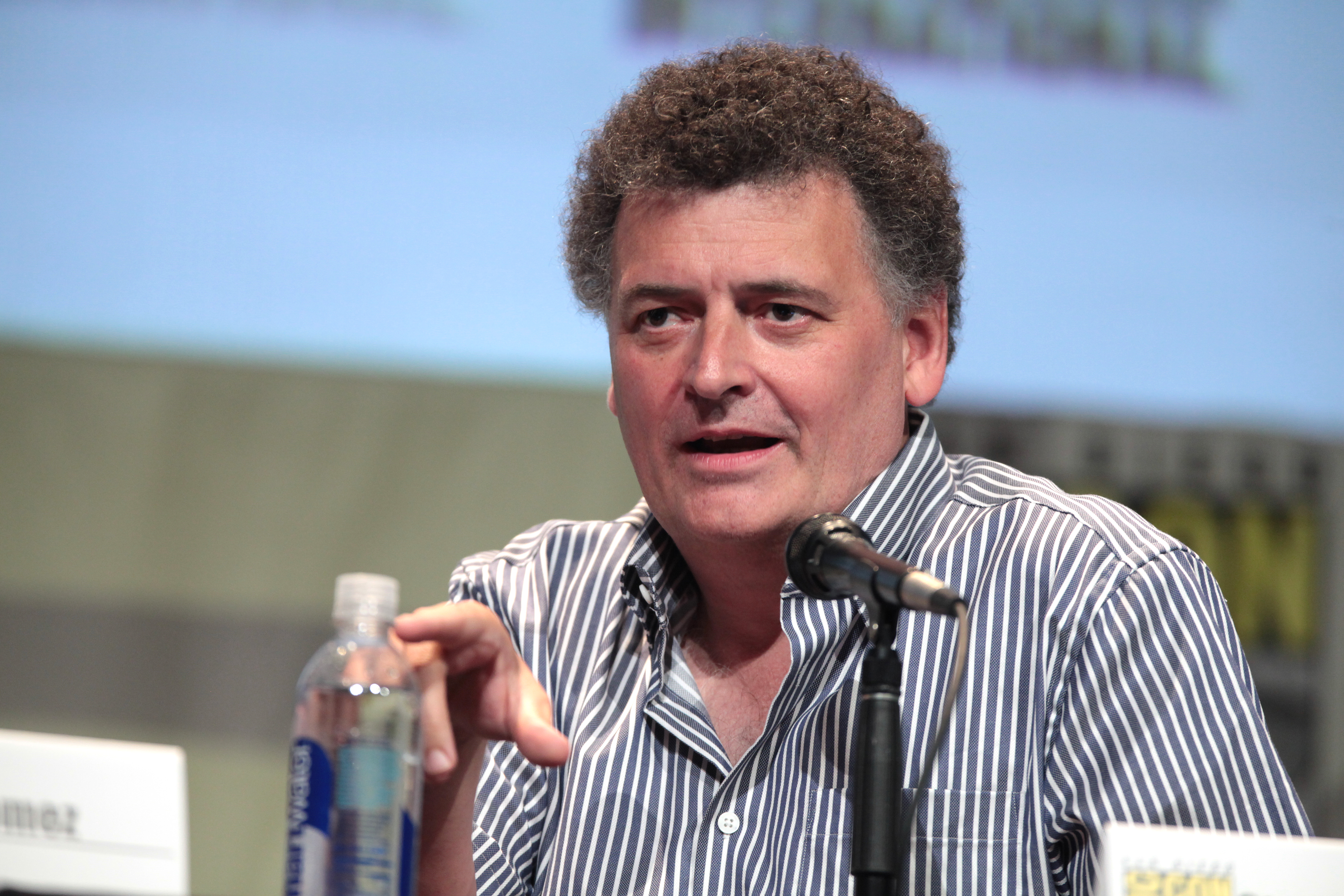
Steven Moffat, główny producent wykonawczy serii.

Zamiar wyprodukowania tej serii ogłoszono w styczniu 2014. W kwietniu 2015 roku Steven Moffat ogłosił, że serial Doctor Who będzie produkowany co najmniej przez kolejne 5 lat, jako że serial został prolongowany do 2020 roku.
Moffat obiecał cliffhanger na koniec serii dziewiątej jeszcze przez emisją ósmego sezonu serialu.
Jako że zbliżała się 10. rocznica od powrotu Doktora Who na ekrany, BBC oraz Steven Moffat poprosili byłego scenarzystę i byłego producenta wykonawczego serialu, Russella T. Daviesa o napisanie jednego z odcinków sezonu, ten jednak odmówił.
Pierwsze czytanie scenariusza odbyło się 18 grudnia 2014 roku, a zdjęcia do serii rozpoczęły się 5 stycznia 2015 roku. W pierwszej kolejności wyprodukowano odcinki Pod jeziorem oraz Przed powodzią. 14 stycznia 2015 roku BBC ogłosiło, że odcinki te, napisane przez Toby’ego Whithouse'a, wyreżyseruje Daniel O’Hara. Producentem tych dwóch odcinków był Derek Ritchie.
W drugiej kolejności wyprodukowano odcinki Pomocnica czarodzieja oraz Sługa wiedźmy, które napisał Steven Moffat. Reżyserem tych odcinków była Hettie MacDonald, która wyreżyserowała wcześniej m.in. odcinek Mrugnięcie z trzeciego sezonu serialu. Zdjęcia do odcinka wykonano m.in. na Teneryfie w Hiszpanii.
16 marca 2015 roku Mark Gatiss potwierdził, że napisze jeden z odcinków tego sezonu. Odcinek ten, zatytułowany Nie zaznasz snu, został wyreżyserowany przez Justina Molotnikova i wyprodukowany przez Nikki Wilson.
30 marca 2015 roku ogłoszono, że Ed Bazalgette wyreżyseruje dwa odcinki sezonu. Pierwszy z nich, Dziewczyna, która umarła, został napisany przez Jamiego Mathiesona we współpracy z Moffatem. Drugi z nich, Kobieta, która żyła, przez Catherine Tregennę, która napisała wcześniej kilka odcinków spin-offu Doktora Who pt. Torchwood.
8 maja 2015 roku ogłoszono, że rozpoczęto produkcję dwuodcinkowej historii napisanej przez Petera Harnessa, który napisał wcześniej odcinek Zabić Księżyc. Reżyserem tego bloku produkcyjnego został Daniel Nettheim.
10 czerwca 2015 roku ogłoszono, że rozpoczęto prace nad kolejnym blokiem produkcyjnym, obejmującym odcinek Oko w oko z krukiem. Reżyserem odcinka napisanego przez Sarah Dollard był Justin Molotnikov.
1 lipca 2015 roku BBC ogłosiło, że Rachel Talalay wyreżyseruje dwa finałowe odcinki sezonu, które zostały napisane przez Stevena Moffata.
Czytanie scenariusza do odcinka świątecznego Mężowie River Song miało miejsce 31 sierpnia 2015 roku. Zdjęcia do odcinka trwały od 1 do 26 sierpnia 2015 roku. Producentem tego odcinka była Nikki Wilson.

## Promowanie sezonu
Pierwszy zwiastun tego sezonu został upubliczniony 9 lipca 2015 roku, wraz z oficjalnym potwierdzeniem premiery odcinka Pomocnica czarodzieja. Tego samego dnia Capaldi, Coleman, Gomez i Moffat promowali serial podczas San Diego Comic-Con.
12 sierpnia 2015 roku upubliczniono drugi zwiastun tej serii.
11 września 2015 roku prequel do tego sezonu został upubliczniony za pośrednictwem strony internetowej BBC. Kolejny prequel, zatytułowany The Doctor's Meditation, pojawił się w kinach 15 września 2015 roku jako dodatek na specjalnych pokazach kinowych dwóch ostatnich odcinków poprzedniego sezonu.

## Emisja
Odcinek specjalny, zatytułowany Ostatnia gwiazdka, miał swoją premierę 25 grudnia 2014 roku na BBC One. W Polsce odcinek ten został wyemitowany 28 grudnia 2014 na BBC Entertainment. W Wielkiej Brytanii odcinek ten zgromadził przed telewizorami 8,28 miliona widzów.
Prequel do serii dziewiątej zatytułowany The Doctor's Meditation został wyemitowany wraz z dwoma finałowymi odcinkami serii ósmej w trakcie seansów kinowych, które odbyły się w kinach w Stanach Zjednoczonych i w Rosji w dniach 15-16 września 2015. Seria dziewiąta miała swoją premierę 19 września 2015 roku na BBC One. Średnia oglądalność całej serii wynosiła 6,03 miliona widzów. W Polsce seria była emitowana na BBC HD od 14 września 2016 roku.
Odcinek specjalny, zatytułowany Mężowie River Song, miał swoją premierę 25 grudnia 2015 roku na BBC One. W Polsce odcinek ten został wyemitowany 18 grudnia 2016 na BBC HD. W Wielkiej Brytanii odcinek ten zgromadził przed telewizorami 7,69 miliona widzów. Odcinek ten wyświetlany był także w kinach w Rosji, na Ukrainie i Białorusi w dniach 25-30 grudnia 2015, a także 28-29 grudnia 2015 w Stanach Zjednoczonych. Razem z odcinkiem wyświetlono także specjalny wywiad z Alex Kingston, a także 15-minutowy materiał opowiadający o kulisach produkcji odcinka.

## Ocena krytyków
Dziewiąta seria serialu otrzymała pozytywne oceny krytyków. IGN określiło serię jako prawdopodobnie najlepszą spośród serii wyprodukowanych od 2005 roku, natomiast New York Magazine jako w większości znakomitą i prawdopodobnie najlepszą spośród współcześnie wyprodukowanych. W 2015 roku w serwisie RottenTomatoes seria była najwyżej ocenioną spośród wszystkich seriali sci-fi, za co została uhonorowana nagrodą złotego pomidora.
Krytycy chwalili zwłaszcza odcinek Kobieta, która żyła, o którym mówili, że powinien przejść do historii Doktora Who ponieważ jest tak dobry, a także określali go jako najlepszy odcinek sezonu w stosunku do wszystkich wcześniejszych tej serii. Innym szczególnie chwalonym odcinkiem jest Z nieba zesłane, który został określony jako automatycznie klasyczny odcinek serialu oraz dzieło najwyższych lotów. Według serwisu RottenTomatoes najlepszym odcinkiem sezonu był odcinek Przed powodzią który otrzymał 95% pozytywnych opinii, a także odcinki Sługa wiedźmy, Dziewczyna, która umarła, Inwazja Zagończyków oraz Odwróceni Zagończycy, które otrzymały równo po 94% pozytywnych opinii.
Najsłabszym odcinkiem sezonu według serwisu RottenTomatoes był odcinek Nie zaznasz snu, który otrzymał jedynie 67% pozytywnych recenzji. Krytycy określali go jako głupi odcinek, udający, że jest inteligentny, który desperacko próbował zaimponować swą dziwnością; o którym wspominano, że w najlepszym razie można powiedzieć, że jest nieco nieciekawy.

## Nagrody i nominacje
Odcinek Z nieba zesłane został w 2016 roku nominowany do Nagrody Hugo w kategorii najlepsza prezentacja dramatyczna (krótka forma).
Na 42. ceremonii rozdania nagród Saturna odcinek Mężowie River Song był nominowany w kategorii najlepsza prezentacja telewizyjna, Alex Kingston, odtwórczyni roli River Song, była nominowana w kategorii najlepsze gościnne wystąpienie w serialu telewizyjnym, natomiast serial Doktor Who był również nominowany w kategorii najlepszy serial science fiction. Ostatecznie nagrodę zdobył w pierwszej z kategorii.

## Wersja na DVD i Blu-ray
Odcinek Ostatnia gwiazdka została wydana niezależnie na DVD i Blu-ray 26 stycznia 2015 roku w Regionie 2.
Pierwsze sześć odcinków sezonu wydano w regionie 2. na DVD i Blu-ray dnia 2 listopada 2015 roku. Oprócz pierwszych sześciu odcinków sezonu w zestawie znalazły się także trzy odcinki programu dokumentalnego Doctor Who Extra opisujące kulisy produkcji. Druga część sezonu została wydana w regionie 2. w dniu 4 stycznia 2016 roku.
Odcinek świąteczny Mężowie River Song został wydany niezależnie na DVD i Blu-ray 25 stycznia 2016 roku w Regionie 2.
W dniu 7 marca 2016 roku w regionie 2. wydano na DVD i Blu-ray zestaw zawierający wszystkie odcinki dziewiątego sezonu serialu, a także dwa odcinki świąteczne: Ostatnia gwiazdka oraz Mężowie River Song. Zestaw zawiera także komentarze ekipy produkcyjnej do odcinków Ostatnia gwiazdka, Pod jeziorem / Przed zalaniem, Kobieta, która żyła oraz Nie zaznasz snu, wszystkie odcinki Doctor Who Extra związane z tym sezonem i sześć innych filmów dokumentalnych, oba prologi, sceny usunięte, panel Doktora Who z San Diego Comic-Con z 2015 roku, wszystkie wyprodukowane zwiastuny do sezonu, podsumowanie do serii ósmej oraz wywiad Wila Wheatona z Peterem Capaldim i Jenną Coleman.

## Powiązane
Brytyjska platforma publikująca materiały do nauki języka angielskiego, Pearson Education, opublikowała trzy nowelizacje na podstawie scenariuszy odcinków tego sezonu z gramatyką o różnym stopniu zaawansowania.
| Tytuł               | Autor nowelizacji | Data wydania     | Źródło          |
| ------------------- | ----------------- | ---------------- | --------------- |
| The Girl Who Died   | Jane Rollason     | 25 lipca 2019    | [ 108 ] [ 109 ] |
| The Woman Who Lived | Chris Rice        | 25 lipca 2019    | [ 110 ] [ 111 ] |
| Face the Raven      | Nancy Taylor      | 10 września 2019 | [ 112 ] [ 113 ] |